# Crêts en Belledonne
Crêts en Belledonne (zu deutsch: Die Kronen des Belledonne-Gebirges) ist eine französische Gemeinde mit 3.430 Einwohnern (Stand: 1. Januar 2022) im Département Isère in der Region Auvergne-Rhône-Alpes (vor 2016 Rhône-Alpes); sie gehört zum Arrondissement Grenoble und ist Mitglied im Gemeindeverband Communauté de communes Le Grésivaudan.
Sie entstand mit Wirkung vom 1. Januar 2016 als Commune nouvelle durch Zusammenlegung der bis dahin selbstständigen Gemeinden Saint-Pierre-d’Allevard und Morêtel-de-Mailles, wobei fortan nur Morêtel-de-Mailles den Status einer Commune déléguée besitzt. Der Verwaltungssitz befindet sich in Saint-Pierre-d’Allevard.

## Gemeindegliederung
| Ortsteil                                  | ehemaliger INSEE-Code | Fläche (km²) | Einwohnerzahl (2020) |
| ----------------------------------------- | --------------------- | ------------ | -------------------- |
| Saint-Pierre-d’Allevard (Verwaltungssitz) | 38439                 | 27,09        | 2899                 |
| Morêtel-de-Mailles                        | 38262                 | 06,71        | 0481                 |

## Geografie
Crêts en Belledonne ist eine Gemeinde im Grésivaudan, etwa 32 Kilometer nordöstlich von Grenoble am südöstlichen Rand des Départements. Eine der Besonderheiten ist die Verteilung der Siedlungen auf sehr zahlreiche Weiler sehr unterschiedlicher Größe an den Hängen von Saint-Génix, Brame-Farine und dem „Gebirge von Saint-Pierre“, mit nur einem Zentrum in Saint-Pierre-d’Allevard.
Das Gebiet der Gemeinde liegt im nördlichen Teil des Belledonne-Massivs und erstreckt sich im Wesentlichen im südlichen Teil einer Synklinale parallel zum westlich verlaufenden Isèretal und umfasst die Kalksteinhänge des Brame-Farine-Gebirges (1192 m), das den Grésivaudan überragt. Es wird im Südsüdwesten durch die Cinq Crêts begrenzt, im Osten durch die Erhebung, die auf 1726 m mit dem Crêt du Poulet gipfelt und die es vom Tal des Haut Bréda trennt.
Eine der Besonderheiten der Gemeinde ist ihre Höhenlage. Der Ort Saint-Pierre-d’Allevard erstreckt sich von Süden nach Norden auf einer Höhe zwischen 490 m und 543 m, die Weiler liegen zwischen 366 m (der Weiler Teppes) und etwa 900 m (der Weiler Le Charpieux an der Straße zum Col du Barioz), der höchste Punkt, der Crêt du Poulet, gipfelt auf 1726 m.
Der wichtigste Wasserlauf ist der Salin, der an den Hängen des Crêt du Poulet entspringt, den Weiler Sailles durchquert und von zahlreichen Nebenflüssen gespeist wird, bevor er über die Gorges du Fay ins Isèretal abfließt. Die sumpfigen Böden wurden genutzt, um im Norden das Bassin du Flumet zu errichten.
Umgeben wird Crêts en Belledonne von den sechs Nachbargemeinden:
| Pontcharra |                                             | Allevard      |
| Le Cheylas | Kompassrose, die auf Nachbargemeinden zeigt |               |
| Goncelin   | Theys                                       | Le Haut-Bréda |

## Sehenswürdigkeiten
- Kirche Saint-Pierre in Saint-Pierre-d’Allevard aus dem 11. Jahrhundert, frühere Prioratskirche, Glockenturm seit 1908 als Monument historique klassifiziert
- Aquinturm in Saint-Pierre-d’Allevard, Rest eines Festen Hauses aus dem 13. und 14. Jahrhundert
- Villa und Park „Mon Exil“ in Saint-Pierre-d’Allevard
- Neuromanische Kirche Saint-Michel in Morêtel-de-Mailles aus dem 19. Jahrhundert
- Festes Haus Bouthières von Guiffrey de Boutières in Morêtel-de-Mailles
- Festes Haus der Seigneurs von Mailles aus dem 11. oder 12. Jahrhundert in Morêtel-de-Mailles

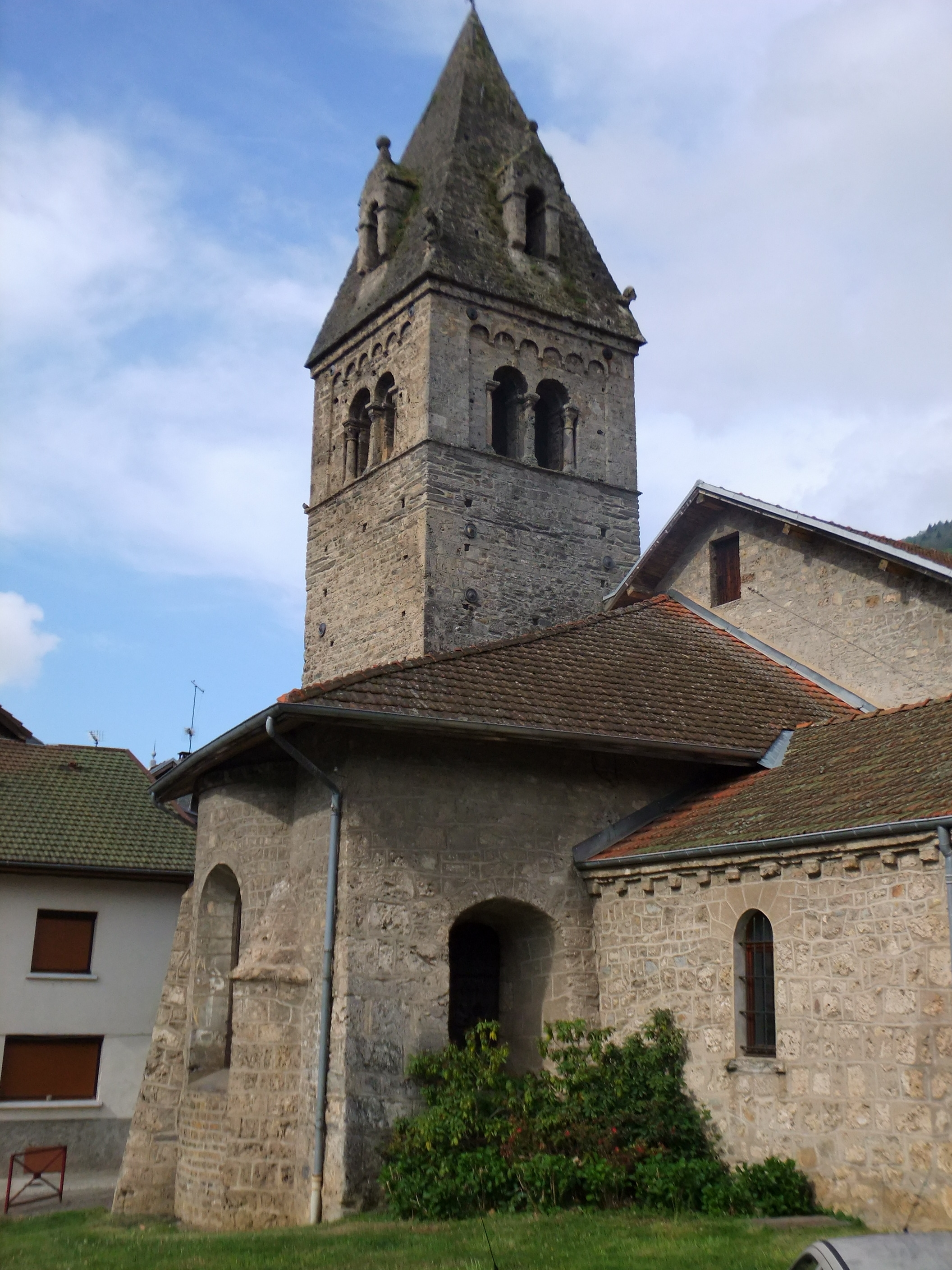
Kirche Saint-Pierre
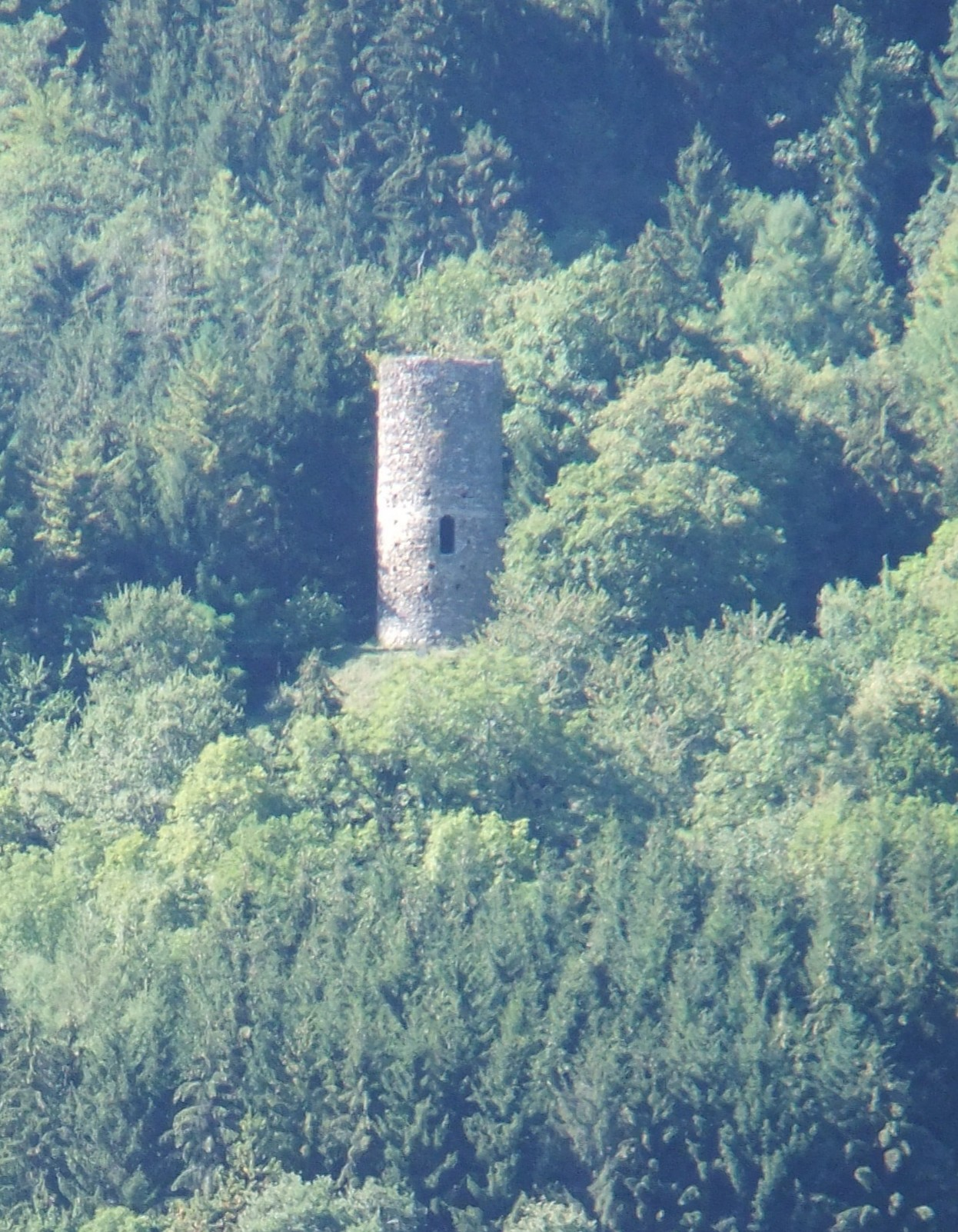
Aquinturm
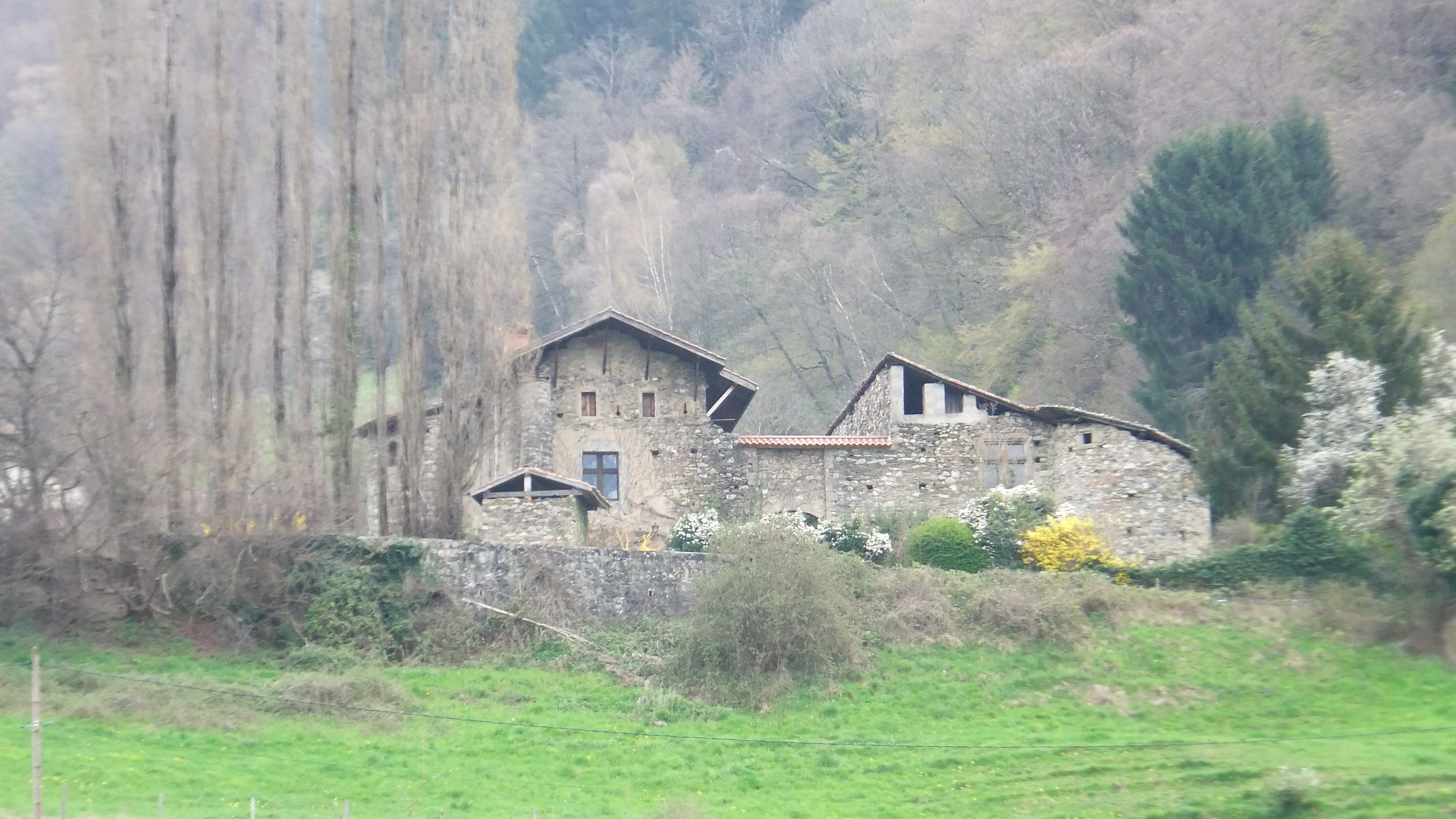
Festes Haus Bouthière
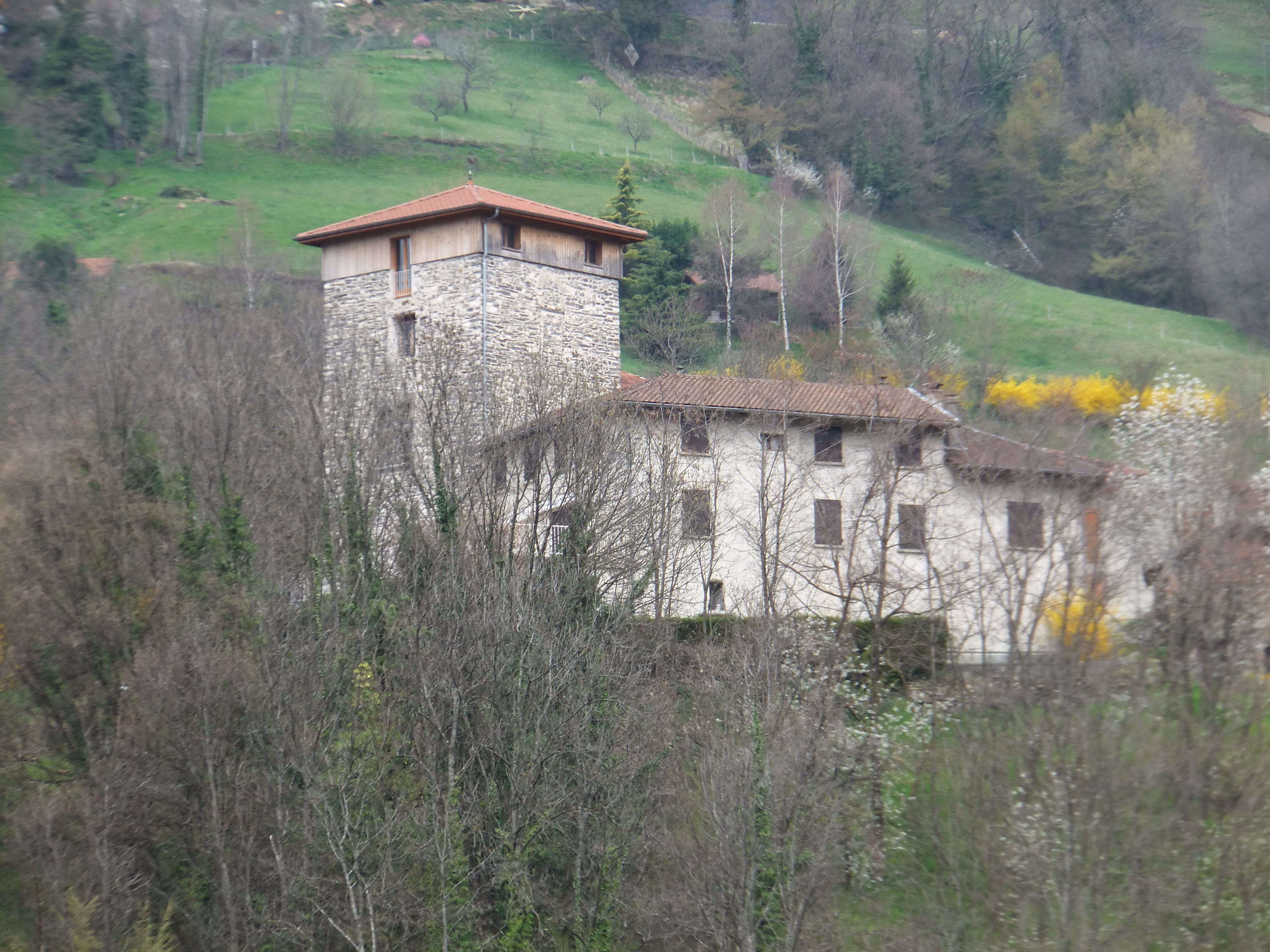
Festes Haus der Seigneurs von Mailles

## Bildung
Die Gemeinde verfügt über eine öffentliche Vorschule (École maternelle) und eine öffentliche Vor- und Grundschule (Écoles primaire).

## Sport und Freizeit
Zahlreiche lokale Wanderwege durchqueren Crêts en Belledonne oder enden auf dem Gebiet der Gemeinde. Der GRP Tour du Pays d'Allevard, ein Sentier de grande randonnée de pays, ein Rundwanderweg von 72,7 Kilometer Länge, verläuft auf dem Höhenrücken an der östlichen Gemeindegrenze.

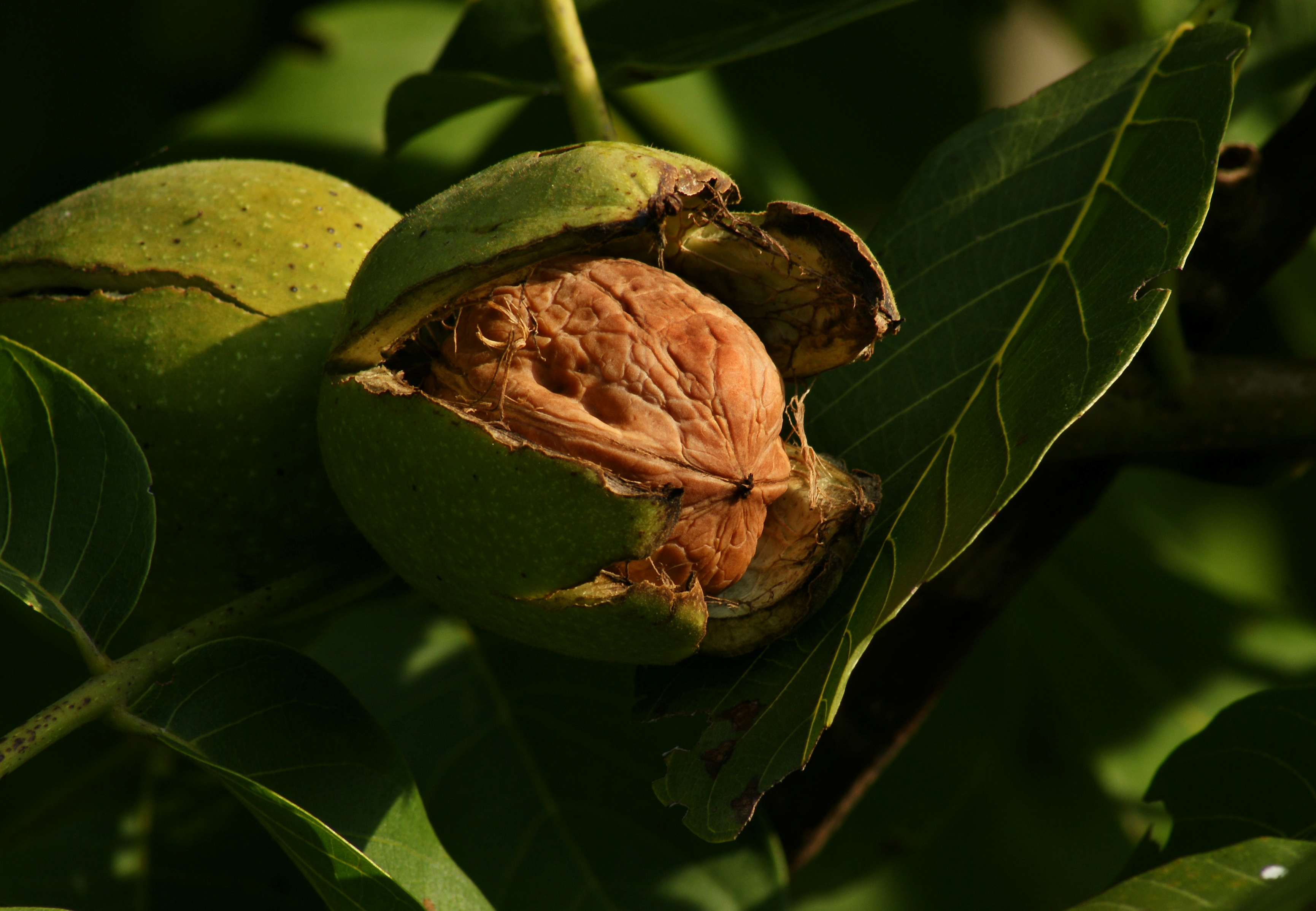
Walnussfrucht

## Wirtschaft
Crêts en Belledonne liegt in der Zone AOC der Noix de Grenoble (Walnuss).

## Verkehr
Die Gemeinde liegt fernab von größeren Verkehrsachsen. Die Departementsstraße 525 verbindet die Gemeinde in westlicher Richtung mit Le Cheylas und Goncelin und damit mit der Autobahn, Durchgangsstraßen und Eisenbahnstrecken im Isèretal, in nordöstlicher Richtung mit der Nachbargemeinde Allevard. Die Departementsstraße 280 führt im Süden nach Theys.

## Persönlichkeiten
- Pierre Magnan (1922–2012), Schriftsteller, zwischenzeitlich in Saint-Pierre-d’Allevard beheimatet
- Julien Loy (* 1976), Triathlet